# 鏡洲
鏡洲（かがみす）とは、宮崎県宮崎市の地名および大字。正式名称は大字鏡洲。木花地域自治区に属している。郵便番号は889-2156。

## 地理
宮崎市の中南部、双石山山中の加江田川水系と支流の鏡洲川沿いに位置する。ほとんどが山間地帯である。
北方を清武町木原、学園木花台西、東方を加江田、内海、南方を日南市北郷町北河内、西方を清武町今泉と接する。

## 世帯数と人口
2023年（令和5年）3月1日現在の世帯数と人口は以下の通りである。
| 町丁 | 世帯数  | 人口  |
| ---- | ------- | ----- |
| 鏡洲 | 361世帯 | 727人 |

## 小・中学校の学区
市立小・中学校に通う場合、学区は以下の通りとなる。
| 町名 | 小学校             | 中学校             |
| ---- | ------------------ | ------------------ |
| 鏡洲 | 宮崎市立鏡洲小学校 | 宮崎市立木花中学校 |

## 交通

### バス
宮交グループの運営するバスが営業している。

### 道路
- 東九州自動車道 （通過のみ）
- 宮崎県道27号宮崎北郷線
- 宮崎県道339号塩鶴木崎線

## 施設
- 加江田渓谷
- 双石山
- 椿山森林公園
- 東九州自動車道椿山トンネル